# 林芝蝇子草
林芝蝇子草（学名：Silene wardii）是石竹科蝇子草属的植物，为中国的特有植物。分布于中国大陆的西藏等地，生长于海拔4,200米的地区，见于冰渍流石滩，目前尚未由人工引种栽培。

## 别名
林芝女娄菜（西藏植物志）

## 异名
- Melandrium wardii Marq.